# Nikon Coolpix L14
Le Nikon Coolpix L14 est un appareil photographique numérique de type compact fabriqué par Nikon de la série de Nikon Coolpix.
Commercialisé en septembre 2007 au prix de 149 €, le L14 est un appareil de dimensions réduites : 9,05 × 6,15 × 2,7 cm. Nikon sort au même moment le modèle L15 avec une définition de 8.0 mégapixels et le stabilisateur "VR".

Son boîtier de forme ergonomique lui assure une bonne prise. Il possède une définition de 7,1 mégapixels et est équipé d'un zoom optique de 3x.

Sa portée minimum de la mise au point est de 60 cm mais ramenée à 10 cm en mode macro.

Il est équipé d'une fonction "AF Priorité visage" qui permet d'avoir des portraits d'une bonne luminosité puisque l'appareil détecte les visages et réalise la mise au point dessus.

Il possède également le système "D-lighting" développé par Nikon qui permet éclaircir les zones sous-exposées d'une image directement à partir de l'appareil.

Son automatisme gère 15 modes Scène pré-programmés afin de faciliter les prises de vues (portrait,portrait de nuit, sport, paysage, fête/intérieur, plage/neige, coucher
de soleil, feux d’artifice, nocturne, macro, musée, aurore/crépuscule, reproduction, contre-jour, panorama assisté).

L’ajustement de l'exposition est possible dans une fourchette de ±2.0 par paliers de 0,33 EV.

La balance des blancs se fait de manière automatique, mais également semi-manuel avec 5 options pré-réglées (lumière du jour, lumière incandescent, nuageux, éclair et tubes fluorescents).

La fonction "BSS" (Best Shot Selector) sélectionne, parmi une séquence de dix prises de vues successives, l'image la mieux exposée et l'enregistre automatiquement.

Son flash incorporé a une portée effective de 0,3 à 5 m et dispose de la fonction atténuation des yeux rouges.

## Caractéristiques
- Capteur CCD taille 1/2,5 pouce - 7,41 millions de pixels, effective : 7,1 millions de pixels
- Zoom optique: 3x, numérique: 4x
- Distance focale équivalence 35 mm: 38-114 mm
- Ouverture de l'objectif: F/3,1-F/5,9
- Vitesse d'obturation: 4 à 1/1000 seconde
- Sensibilité: ISO auto de 64 à 1000
- Stockage: Secure Digital - mémoire interne de 23 Mo
- Définition image maxi: 3072×2304 au format JPEG
- Autres définitions: 3072×1728, 2592×1944, 2048×1536, 1024×768 et 640×480
- Définitions vidéo: 160×120, 320×240 à 15 images par seconde et 320×240 et 640×480 à 30 images par seconde au format QuickTime.
- Connectique: USB 2,0, audio/vidéo composite
- Compatible Pictbridge
- Écran LCD de 2,4 pouces - matrice active TFT de 115 000 pixels
- (×2) pile au lithium type AA (LR6) ou en option batterie Lithium-ion EN-MH1-B2
- Poids: 115 g sans accessoires (batteries-mémoire externe)
- Finition: argent mat ou bleu nuit.